# Lica Steiner
Lica Steiner, nata Matilde Maria Covo (Milano, 26 dicembre 1914 – Milano, 23 maggio 2008), è stata un'illustratrice, grafica, partigiana e insegnante italiana.

## Biografia
Nasce a Milano in una facoltosa famiglia borghese, antifascista: la madre Maddalena Stramba è italo-francese di religione cattolica, il padre Mario Covo è ebreo sefardita bulgaro, prima diplomatico poi commerciante. È la terzogenita di quattro figli.
Come le signorine di buona famiglia studia pittura, pianoforte e lingue: si diploma alla scuola secondaria francese di Milano e poi alla scuola superiore d’arte di Besançon.
Nel 1938 sposa Albe Steiner, futuro grafico di fama internazionale, uno dei pionieri del design, nipote di Giacomo Matteotti. Nel 1939 aprono insieme lo studio di foto-grafica LAS, (Lica Albe Steiner) Pubblicità, Foto, Grafica. 

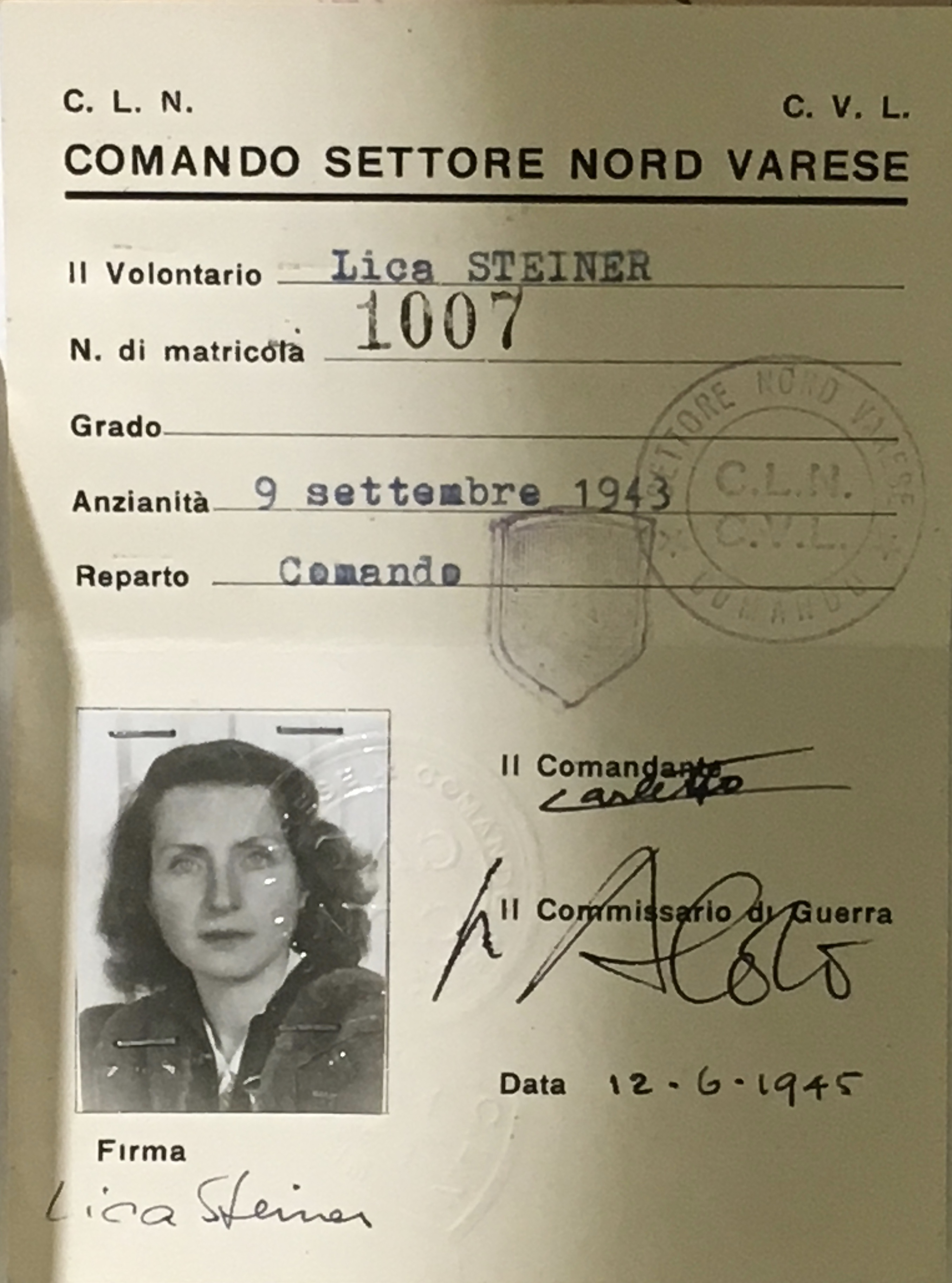
Tessera di appartenenza al "Corpo volontari della libertà" di Lica Steiner

In famiglia e tra gli amici vengono affettuosamente chiamati Licalbe. I Licalbe condividono ideali di alto profilo etico, politico e culturale, oltre a interessi, attività e obbiettivi. Introdotti da Salvatore Di Benedetto, si avvicinano al partito comunista negli anni della clandestinità e svolgono attività di informazione e propaganda. Nel giugno 1941 nasce la primogenita Luisa.

### Licalbe e la resistenza partigiana
Pur lavorando intensamente, dopo l'8 settembre 1943 partecipano alla resistenza operando con Dionigi Superti nella brigata Val d'Ossola; Albe ne diventa il commissario politico, Lica svolge attività di stampa clandestina e di staffetta, ruolo che le vale la medaglia d'argento dall’ANPI.
Nello stesso mese il padre Mario Covo insieme a due cugini, ospiti della casa di Mergozzo dove si erano rifugiati sfollati da Milano, vengono prelevati dalle SS e spariscono nel nulla durante la cosiddetta strage di Meina, la più rilevante strage di ebrei avvenuta in Italia dopo le Fosse Ardeatine. Nemmeno i loro corpi saranno mai ritrovati. Per un caso fortuito Lica non è in casa e quindi si salva. 
Nel 1968 sarà chiamata a Osnabrück a testimoniare al processo contro alcuni ex militari tedeschi accusati di aver preso parte alle stragi del Lago Maggiore; a distanza di molti anni non riuscirà a riconoscere nessuno di stanza a Baveno in quel drammatico periodo. Gli imputati saranno comunque condannati all'ergastolo, ma la sentenza verrà annullata solo dopo due anni.
I partigiani Licalbe danno un importante contributo alla liberazione di Domodossola e alla proclamazione della Repubblica dell'Ossola. Quando questa cade,
Albe e altri partigiani vengono internati in Svizzera nel campo di Rohrbach. Rientrerà in Italia nell'aprile 1945.

### Licalbe e il lavoro
(Lica Steiner)
Il loro sodalizio sentimentale e professionale si fonda sull'impegno politico coniugato col genio creativo. Il lavoro, svolto sempre con pari impegno, li mette in contatto con il mondo dell'avanguardia culturale antifascista milanese. Collaborano con il gruppo BBPR, con i pittori e grafici Gabriele Mucchi, Luigi Veronesi, Max Huber, Ernesto Treccani, Renato Birolli, Guttuso, Aligi Sassu, ecc.
Dopo la liberazione collaborano attivamente al lavoro redazionale dei primi numeri della rivista Il Politecnico di Elio Vittorini e per numerose testate di sinistra come l'Unità, Il Contemporaneo, Vie Nuove, Rinascita, Movimento operaio, Rivista storica del socialismo, Studi storici, Tempi moderni, Problemi del socialismo, L'Erba voglio, Mondoperaio, Italia contemporanea. Importanti ditte italiane affidano allo studio LAS l'immagine del loro marchio, tra loro Olivetti, Carlo Erba, Piccolo Teatro, Agfa, Coop Italia, Pirelli, Aurora, Feltrinelli, Zanichelli, Giulio Einaudi Editore, Editori Riuniti, Sugar Music, la rivista Domus, Bemberg, ecc.

### Due anni in Messico
Con la madre, Albe e la piccola Luisa, nel 1946 Lica raggiunge i fratelli a Città del Messico. Qui ha modo di lavorare con Hannes Mayer, ex direttore della Bauhaus, al volume Construyamos escuelas e alla campagna di alfabetizzazione dei peones con i muralisti, tra cui Diego Rivera e David Alfaro Siqueiros. Nel 1947 nasce la secondogenita Anna, ma Lica non si trova bene in Messico, desidera tornare e lavorare in Italia.

### Di nuovo in Italia
Al rientro in Italia, in tempo per elezioni politiche del 1948, contribuisce alla fondazione del Convitto Scuola della Rinascita di Milano; qui inizia il suo costante impegno nella didattica, come docente e coordinatrice dei corsi di grafica.
Nel 1957 per il giornale L'Unità cura dal punto di vista redazionale la Pagina della Donna, pubblicazione settimanale di argomenti relativi a questioni femminili, prima esperienza del genere di un grande quotidiano nazionale.
Nel 1964 riceve l'incarico formale di recuperare documenti, materiali fotografici e storici sui campi di concentramento politici e razziali per la costituzione del Museo Monumento di Carpi, che sarà inaugurato nel 1973.
La promozione e il riconoscimento della grafica e del designer sul piano tecnico, professionale e politico, sarà un impegno costante della coppia Steiner durante tutta la loro vita e continuerà ad esserlo per Lica dopo il 1974, anno dell'improvvisa scomparsa di Albe a causa di un ictus.
Rimasta vedova, continua a dirigere lo studio di grafica e a insegnare fino agli anni
novanta presso la Scuola del Libro dell'Umanitaria a Milano.

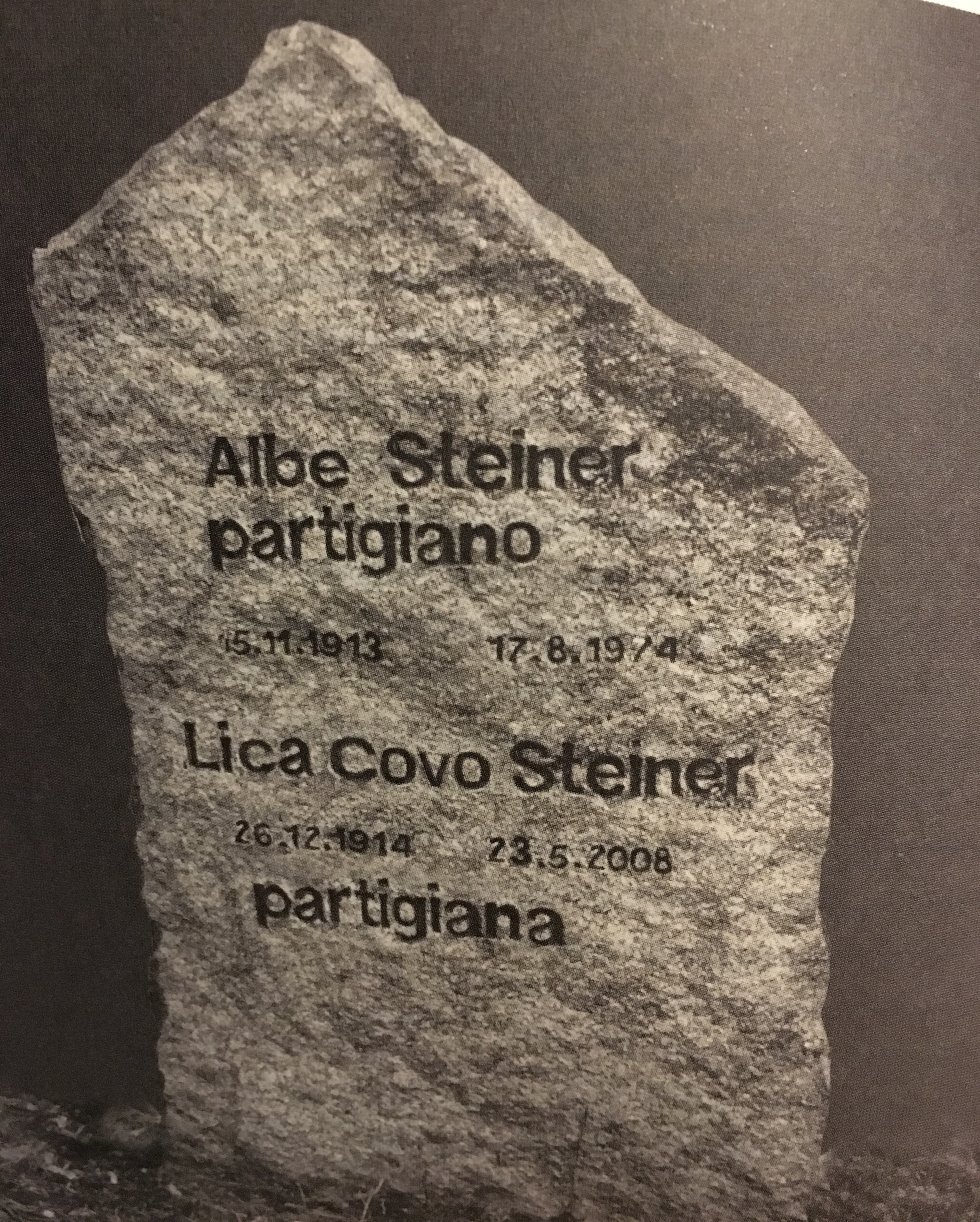
Lapide Albe e Lica Steiner

## L'archivioAlbe e Lica Steiner
Con le figlie e con il genero Franco Origoni cura la raccolta degli scritti di Albe e istituisce nel 1979 l'associazione Albe Steiner per la comunicazione visiva, allo scopo di ordinare le opere del marito e proprie, e divulgarne la conoscenza attraverso mostre e pubblicazioni. Tutto il materiale raccolto confluisce nell'Archivio Albe e Lica Steiner che nel 1998 viene dichiarato di notevole interesse storico dal Ministero per i Beni e le Attività Culturali. 
Nel 2003, insieme alle figlie, decide di donarlo al Politecnico di Milano.
Muore nel 2008 a Milano; è sepolta con Albe a Mergozzo. Le scritte incise sulla comune lapide dicono: Albe Steiner partigiano, Lica Covo Steiner partigiana.

## Riconoscimenti
- Nel 2018 il Comune di Milano ha deciso di inserire il suo nome nel Famedio, all'interno del Cimitero Monumentale[11].